# مشاش بن جازي
مشاش بن جازي  قرية سعودية، تقع جنوب منطقة حائل وتبعد عنها قرابة 140 كم، وتتبع محافظة سميراء وتقع مشاش بن جازي على «وادي الشعبة» إحدى الروافد التي تصب في أكبر اودية شبه الجزيرة العربية «وادي الرمة» وتقع مشاش بن جازي شمال غرب «عقلة الصقور» 90 كم
وتتوفر بها بعض الخدمات الحكومية من تعليم ومركز صحي وجمعية خيرية وخدمات إجتماعية